# Размадзе, Александр Соломонович
Александр Соломонович Размадзе  (1845, Пенза — 14 (26) марта 1896, Москва) — композитор и музыкальный критик.

## Биография
Александр Соломонович Размадзе родился в 1845 году в городе Пензе. Учился в Московском университете и Лейпцигской консерватории.
Был профессором Московской консерватории.
Написал несколько пьес фортепианных и для пения (из последних «Кобзарские песни» пользовались значительной популярностью).
Издал «Очерки истории музыки» (1888), встреченные критикой очень сочувственно.
Вёл течение почти двадцати лет отдел музыкальной критики в различных периодических изданиях «Русские ведомости» и «Русском курьере». Также редактировал издававшийся в Москве «Музыкальный вестник».